# Aloe tidmarshi
Aloe tidmarshi é uma espécie de liliopsida do gênero Aloe, pertencente à família Asphodelaceae.